# Alt- und mittelsteinzeitliche Fundstellen in Tirol
Die bislang ältesten bekannten Funde Tirols stammen aus der Tischofer Höhle. Aus der mittelsteinzeitlichen Epoche sind weit mehr Fundstellen bekannt.

## Altsteinzeit/Paläolithikum
Bei den Funden handelt sich hierbei um acht beinerne Spitzen von Wurfspeeren, die aus Höhlenbärenknochen gefertigt wurden und um 30 000 v. Ch. (Aurignacien) datieren. Wie diese Artefakte in die Höhle gelangten, ist heute noch umstritten. Einerseits wird vermutet, dass die Tischoferhöhle den altsteinzeitlichen Jägern als Rastplatz diente, andererseits könnten die Speerbewehrungen auch von verwundeten Bären in ihren Unterschlupf mitgeschleppt worden sein. Eventuell wurden Höhlenbären auch direkt innerhalb ihrer Baue, während des Winterschlafes, erlegt.

## Mittelsteinzeit/Mesolithikum
Fundstellen, welche die Anwesenheit von Wildbeutergruppen im Raum Tirol bezeugen, wie zum Beispiel der „Hohle Stein“ bei Vent im Ötztal. Dieser mächtige Felssturzblock liegt auf knapp 2050 m und seine überhängenden Wände dienten den lagernden Mesolithikern wahrscheinlich als Schutz vor Wind und Wetter. Bei archäologischen Ausgrabungen konnten sowohl eine Feuerstelle als auch Hinweise auf einen künstlich angebauten, einfachen Windschutz festgestellt werden. Auffallend ist, dass die aufgefundenen Steingeräte aus Rohmaterial (Silex) gefertigt wurden, welches aus Regionen der südlichen Kalkalpen (Gardaseeregion) stammt. Auch Bergkristall diente den hier lagernden Steinschlägern als Material für die Geräteproduktion. Das Fundspektrum umfasst Kratzer, Bohrer, Stichel und Restkerne (Nuclei oder Nuklei). Anhand der geborgenen Trapezformen wird die Fundstelle in das 7. und 6. Jahrtausend (Castelnovien und Sauveterrien, heute ungebräuchlich) datiert, was mit 14C Untersuchungen bestätigt werden kann. Als Trapeze bezeichnet man kleine Steingeräte, die als Pfeilspitzen bzw. Einsatzklingen für Pfeilschäfte dienten. Restkerne bzw. Nukleusstücke sind Rohstücke von denen Abschläge, Klingen und Lamellen abgearbeitet wurden.
Nicht weit entfernt vom „Hohlen Stein“ liegt, auf ca. 1950 m, ein weiterer wichtiger Fundplatz am Eingang des so genannten Rofentales. Ein Wanderweg verläuft direkt durch die Fundstelle und auf demselben fanden sich immer wieder zahlreiche Streufunde von Steinartefakten, weshalb das Areal archäologisch untersucht wurde. Hierbei fanden sich Reste einer Feuerstelle, die mittels der Radiokohlenstoffmethode auf 7500 v. Chr. datiert wird. Pfostenverkeilungen weisen auf einen einfachen Unterstand hin. In dessen Zentrum lag ein großer Stein, um welchen sich die Fundobjekte konzentrierten. Man kann diesen Bereich als Schlagplatz ansprechen, wobei der Stein den mesolithischen Steinschlägern eventuell als Sitzmöglichkeit diente. An Artefakten sind Pfeilspitzen, Kratzer, Restkerne, Lamellen, Trapeze und Kerbreste zu nennen. Die beiden letztgenannten Fundgruppen werden in das Spätmesolithikum (ca. 7000–5500 v. Chr.) eingeordnet. Als Rohmaterial für die Geräteproduktion diente neben lokalen Gesteinen auch Bergkristall aus den Zillertaler Alpen sowie Silex aus der Gardaseeregion (Val di Non, Trentino). Auch der Dolch des Mannes im Eis (Ötzi) wurde aus Feuerstein dieser Region gefertigt. Anhand der Geräteformen und benutzten Materialien lassen sich zwei hier lagernde Gruppen unterscheiden. Bergkristall und Quarzit scheinen vor allem von den lokalen Jägergruppen des 8. Jahrtausends genutzt worden zu sein, wohingegen die Spätmesolithiker südalpinen Silex bevorzugten. Aufgrund der häufig aufgefundenen Nukleusstücke, die nicht zur Gänze abgeschlagen wurden, könnte der Fundplatz als Umschlagplatz für Silexmaterial angesehen werden, an dem sich während der Jagdperiode unterschiedliche Wildbeutergruppen trafen, um mit Rohmaterialien zu „handeln“.
Am Fundplatz des Ullafelsens (Rieglschrofen) im Fotschertal, eines saisonalen Lagerplatzes in 1867 m Höhe liegt, ist ein ebenso vielfältiges Rohmaterialspektrum aus der Zeit um 9.000 v. Chr. belegt. Verwendung fanden neben nord- und südalpinen Silices auch Bergkristalle aus dem östlichen Tauernfenster, lokale Radiolarite und Hornsteine der Region Abensberg/Arnhofen (Bayern). Letztgenannte wurden knapp 200 km an die Fundstelle transportiert. Das Material, aus dem die Geräte vom Ullafelsen bestehen, stammt darüber hinaus aus einem Gebiet am Monte Baldo am Gardasee.
Eine weitere Fundstelle, die zurzeit im Rahmen des SFB HiMAT am Institut für Archäologie der Universität Innsbruck untersucht wird, befindet sich am Riepenkar in den Tuxer Alpen. Am Südfuß des Olperers las ein aufmerksamer Mineraliensammler klingen- und lamellenförmige Abschläge aus äußerst qualitätsvollem Bergkristall auf, die der mittel- und jungsteinzeitlichen Epoche zugeordnet werden können. Zu den Fundstücken gehört auch ein kleiner schwarzer Radiolarienhornstein südalpiner Provenienz. Vermutlich entdeckten vorbeiziehende Jägergruppen eine lukrative Quarzkluft und gewannen dort den kristallinen Rohstoff für die Produktion ihrer Gerätschaften.
Einige kleinere Fundstellen liegen im Karwendel, genauer in der Umgebung des Schleimsattels (z. B. Schleimsattel 3c und Pasillalm 1). Unter anderem wurden Hornsteinknollen und -platten geborgen, die bergfrisch, also direkt aus Vorkommen der näheren Umgebung gewonnen wurden. Diverse Mikrolithen wie Mikrospitzen, Dreiecke, Segmente und Kerbreste datieren die Fundstellen in das ältere Mesolithikum. Die drei erstgenannten Geräteformen bezeichnen Pfeilspitzen bzw. Einsatzklingen für Pfeilschäfte. Kerbreste sind Abfallprodukte, die bei der Herstellung von Pfeileinsätzen entstehen.
Auch im Rofangebirge deuten einige Funde auf die Anwesenheit steinzeitlicher Jäger hin. Nahe der Gruberlacke geborgene Steingeräte werden in die späte Mittelsteinzeit eingeordnet. Am Krahnsattel, ca. 5 Gehminuten von der Gruberlacke entfernt, findet sich ein Felssturzgebiet mit mehreren überhängenden Felsblöcken. Beim Hexenfels wurden stein- und eisenzeitliche Spuren gefunden. Die Gerätetypen der Steinartefakte (Trapeze) datieren den steinzeitlichen Begehungshorizont in das Spätmesolithikum. Weitere Fundkonzentrationen befinden sich westlich des Zireinersees und in der Umgebung der Mauritzalm. Zum einen liegen beide Orte günstig hinsichtlich der Rohstoffquellen, zum anderen stellen sie einen idealen Ausgangspunkt für Jagdzüge dar. Auch hier wird eine zeitliche Einordnung in das Spätmesolithikum angenommen.
Vom Sistranser Issboden bei Innsbruck stammen Streufunde, die der Mittelsteinzeit zuzuschreiben sind. Ein schaberartiges Gerät und Abfall der Steingeräteherstellung zeigen wiederum die Einbringung von Silices aus südalpinen Bereichen wie dem Trentino und Bergkristall aus dem Zillertaler Hauptkamm.
Weitere Fundplätze befinden sich am Südufer des Riefelsees im Pitztal. Die Steingeräte aus Silex, Quarzit und Bergkristall sind allerdings keiner Formengruppe zuzuordnen, weshalb eine mittelsteinzeitliche Datierung nur vermutet werden kann. Bei einem Abri nahe der Taschachalm wurden weitere Artefakte geborgen, darunter ein Daumennagelkratzer, welcher eine typische Geräteform des Mesolithikums darstellt.
Auch im Gschnitztal konnten Beweise für die Anwesenheit steinzeitlicher Jäger erbracht werden. Am „Hohlen Stein“ nahe der Laponisalm fanden diese äußerst günstige Bedingungen für eine Rast, da der Felsen, wie sein Namensvetter im Ötztal, ein schützendes Dach bietet. Geborgene Fundobjekte lassen nur eine allgemeine zeitliche Einordnung von 10.000 bis 5000 v. Chr. zu. Der Fund eines Silexabsplisses und Holzkohlespuren am so genannten „Nöckl“ deuten darauf hin, dass diese Kuppe als Rastplatz genutzt wurde. Zwischen dem Nösslachjoch und dem Trunajoch sind weitere mesolithische Fundstellen belegt.